# Franz König-Hollerwöger
Franz König-Hollerwöger (* 1. Dezember 1914 in Gmunden; † 6. November 1995 ebenda) war ein österreichischer Baumeister, Architekt, Maler, Keramiker, Kunstexperte und -sammler.

## Leben und Werk

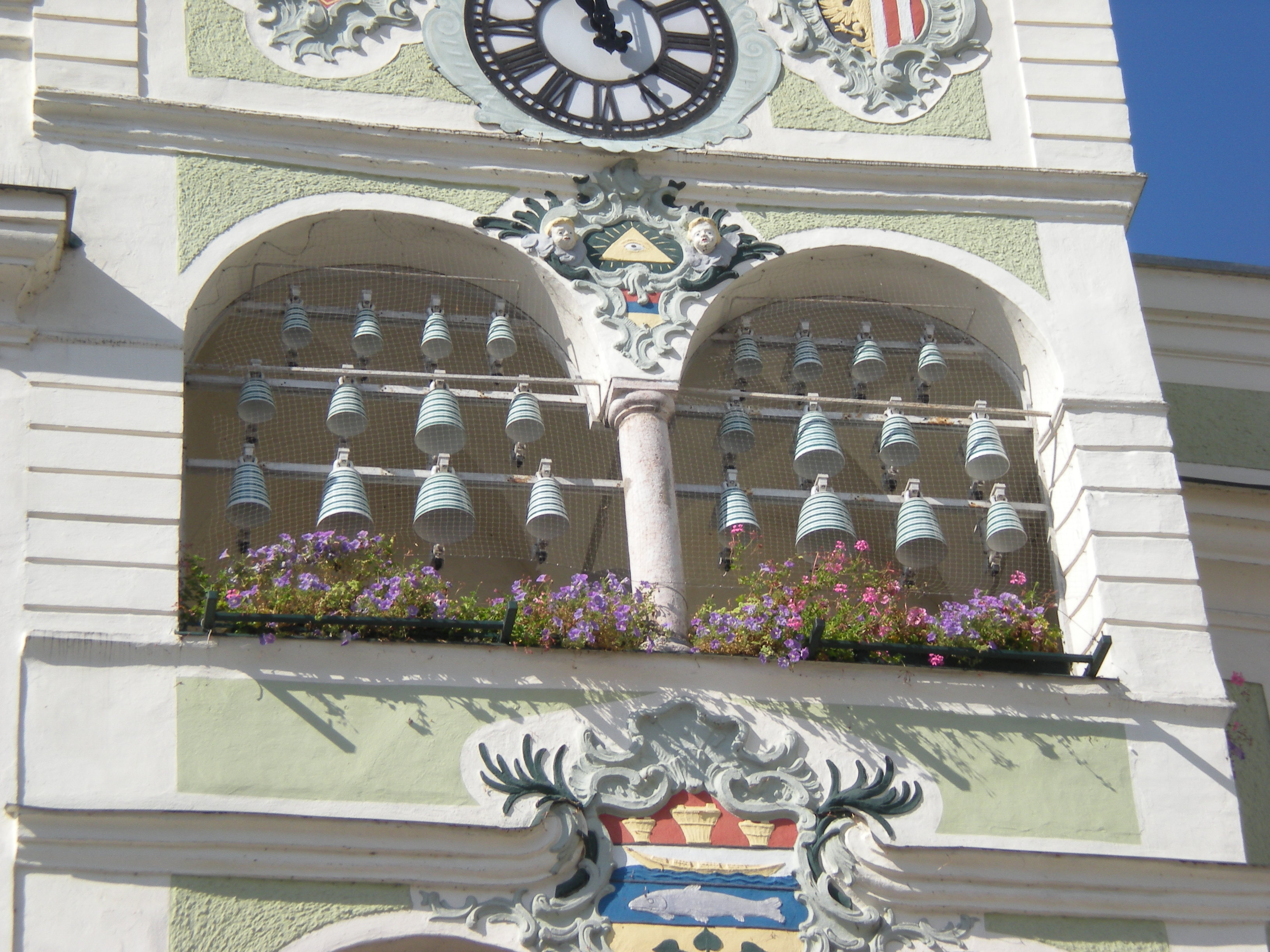
‚Keramik-Glockenspiel’am Gmundner Rathaus

Franz König-Hollerwöger wurde am 1. Dezember 1914 in Gmunden als Sohn von Franz und Maria König-Hollerwöger geboren. Der Vater war Bau- und Zimmermeister in zweiter Generation, die Mutter entstammte einer alteingesessenen Lehrerfamilie aus Laakirchen und war eine Schwester von Karl Eder, Theologe und Historiker mit Schwerpunkt Reformation im „Land ob der Enns“.
Franz König-Hollerwöger absolvierte so wie sein Vater die Staatsgewerbeschule in Salzburg und erlernte im väterlichen Betrieb auch das Maurer- und Zimmereihandwerk. In der Folge studierte König-Hollerwöger an der TU Graz Architektur. Sein Lehrer dort war u. a. der Otto-Wagner-Schüler Wunibald Deininger.
Entsprechend seinem Interessenspektrum besuchte König-Hollerwöger auch Lehrveranstaltungen an der Karl-Franzens-Universität Graz u. a. über Kunstpsychologie bei Othmar Sterzinger und wissenschaftliche Volkskunde‘ bei Viktor von Geramb und befreundete sich in dieser Zeit auch mit Hanns Koren, dem späteren Kulturpolitiker und Begründer des ‚Steirischen Herbstes‘. Von nachhaltigem Einfluss auf den künstlerischen Werdegang war auch sein Kontakt mit der Innviertler Künstlergilde, insbesondere mit dem Maler Hugo von Preen. Über ihn lernte er später auch Alfred Kubin persönlich kennen. Franz König-Hollerwöger hatte sich in dieser Zeit verstärkt der Malerei zugewandt und diese trotz kriegsbedingter Zwangsrekrutierung in den Rüstungswerken Graz-Thondorf intensiv weiterbetrieben. Nach dem Krieg trat König-Hollerwöger in den väterlichen Betrieb ein, legte die Baumeisterprüfung ab und konnte von Anfang an das realisieren, was schon Maxime am Bauhaus war: Architektur als eine Handwerks-Kunst, die grundsätzlich alle Sparten der bildenden Kunst umfasst. Die Arbeiten von Franz König-Hollerwöger sind dementsprechend vielschichtig und reichen von der Renovierung bzw. Um- und Neugestaltung von Kirchen, Klöstern, historisch wertvollen Profanbauten bis hin zu innovativen Neubauten und Sonderprojekten inklusive städtebaulichen Entwürfen. Hervorzuheben sind vor allem folgende Arbeiten in Gmunden und Umgebung: Kirche im Seeschloss Ort mit freigelegten Renaissance-Fresken, die Stadtpfarrkirche mit neuem Orgelprospekt, die (innen) neugestaltete Kapuzinerkirche/Kapuziner-Kloster samt dem (von Franz König-Hollerwöger) restaurierten Hochaltarbild "Mariä Heimsuchung" von Philipp Haller, die (innen und außen) neugestaltete Karmelitinnen-Kirche (Kloster), die Kirchen in Ohlsdorf, Gschwandt und Aurachkirchen (‚Römerkirche‘), der Friedhof von Ohlsdorf, das Landschloss Ort, das (ehemalige) Parkhotel an der Schiffslände, die Kössl-Mühle an der Traun, das Hotel Echo (‚unterm Stein‘), die (ehemalige) ‚Werkstatt‘ Trachten Beurle, das (ehemalige) Privathaus Dr. Brunner (ursprünglich Theophil-Hansen-Bau), moderner Zubau am Sommersitz der Juweliers-Familie Köchert in Altmünster, (ehemaliger) Rundpavillon/Steinmetz Paulus, diverse Grabstätten in den Friedhöfen von Gmunden und Ohlsdorf, ein multifunktionales Bootshaus (Nähe Gmundner Strandbad) sowie das ‚Keramik-Glockenspiel‘ am Gmundner Rathaus.

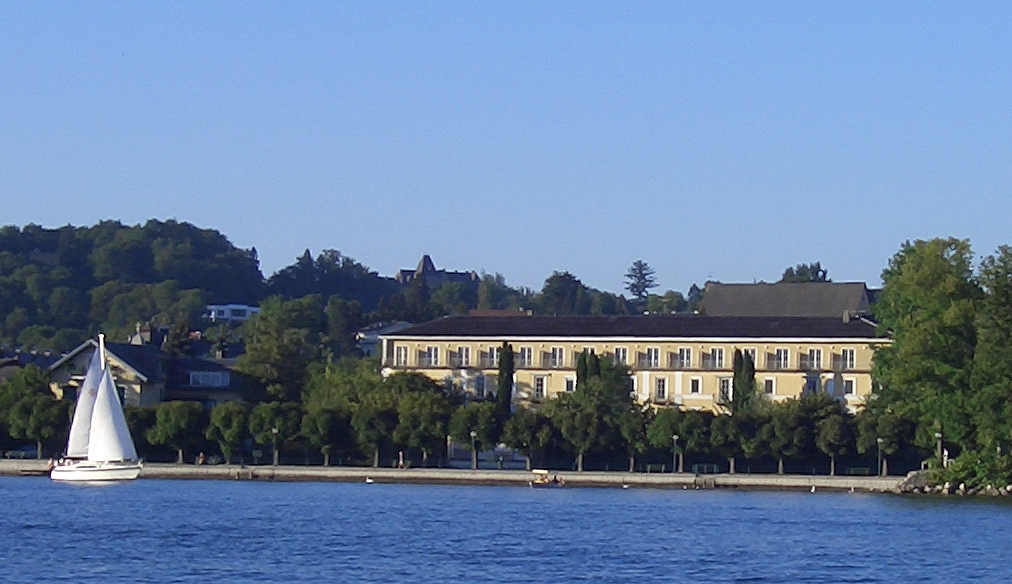
(ehemaliges) Parkhotel an der Gmundner ‚Schiffslände‘

 Als Sammler hatte sich Franz König-Hollerwöger auf die ‚Alt Gmundner Fayencen‘ spezialisiert und dies durch einschlägige Publikationen auch wissenschaftlich-volkskundlich aufgearbeitet. 1964 erschien sein Buch „Alt-Gmundner Fayencen: eine Handwerkskunst aus dem Salzkammergut; (17.–19. Jahrhundert)“. Außerdem war Franz König-Hollerwöger immer wieder durch Kurse/Ausstellungen/Unterricht kunstpädagogisch und kunstvermittelnd tätig und nutzte dabei auch das Medium Fernsehen. Franz König-Hollerwöger war Kunstexperte im Status eines gerichtlich beeideten Sachverständigen mit persönlichen Kontakten u. a. zu Rudolf Leopold und Jörg Demus und wurde für seine besonderen Verdienste mit dem Berufstitel Professor ausgezeichnet. Franz König-Hollerwöger war Mitglied u. a. der ‚Salzburger Landeskunde‘ pflegte die ‚musikalische Volkskunst‘ (Violine) und stand im Zusammenhang damit u. a. in Kontakt mit Gerlinde Haid. Die Laudatio zu seinem 70. Geburtstag hielt Franz Lipp. In seinen letzten Lebensjahren wandte sich Franz König-Hollerwöger wiederum verstärkt der Malerei mit dem Fokus auf „natur-abstrakte“ Bilder zu, besuchte Oskar Kokoschka in Villeneuve in der Schweiz und war u. a. dem aus Gmunden stammenden Maler Hugo Puck Dachinger freundschaftlich verbunden.
Franz König-Hollerwöger war seit 1946 mit der gebürtigen Wienerin Lotte Uhlmann (1924–2017) als künstlerisch-kongeniale Partnerin verheiratet. Der Ehe entstammten acht Kinder.